# Eparchia Saskatoon
Eparchia Saskatoon – eparchia Kościoła katolickiego obrządku bizantyjsko-ukraińskiego w Kanadzie, obejmująca wiernych tego obrządku zamieszkałych w prowincji Saskatchewan. Powstała w 1951 jako egzarchat apostolski, który już po pięciu latach został podniesiony do rangi eparchii. Podobnie jak wszystkie eparchie bizantyjsko-ukraińskie w Kanadzie, należy do metropolii Winnipeg. 